# Graine de lotus
Une graine de lotus est une graine issu du genre Nelumbo, notamment du Lotus sacré (Nelumbo nucifera). Les graines de lotus sont utilisées, entre autres, dans la cuisine et la médecine traditionnelle chinoise.

## Types
On trouve dans le commerce deux types de graines de lotus séchées : les brunes et les blanches. Les premières sont récoltées lorsque la tête de la graine de lotus est mûre ou presque mûre, et les secondes sont cueillies quand la tête de la graine est encore entièrement verte mais avec des graines presque entièrement développées. 
Lors de la récolte, le germe au goût amer de la plupart des graines est retiré à l'aide d'une aiguille creuse. Les graines de lotus à peau brune sont brunes parce que la graine mûre a adhéré à sa membrane. 
Les graines de lotus séchées qui ont atteint leur maturité s'oxydent pour prendre une couleur jaune-brun. 

## Utilisation
Les graines de lotus séchées doivent généralement être trempées dans l'eau pendant une nuit avant d'être utilisées. Elles peuvent ensuite être ajoutées directement aux soupes, aux congees ou à d'autres plats. On peut aussi recueillir des graines fraîches sur la plante.
Les graines de lotus cristallisées, fabriquées en séchant des graines de lotus cuites dans du sirop, sont un en-cas chinois courant, surtout pendant le nouvel an chinois. Les graines de lotus de Xiangtan ou Xianglian, avec la sauce chili de Yongfeng et le tofu puant de Changsha, font partie des "Hunan Sanbao" (les trois trésors du Hunan).
Les graines de lotus sont également courantes dans la partie nord de la Colombie, notamment dans des villes comme Barranquilla et Cartagena. Les locaux appellent généralement les graines de lotus "martillo". Des graines de lotus fraîches sont vendues sur les marchés de rue et sont généralement consommées crues par les locaux.
- Lotus seed paste (en)

## Galerie

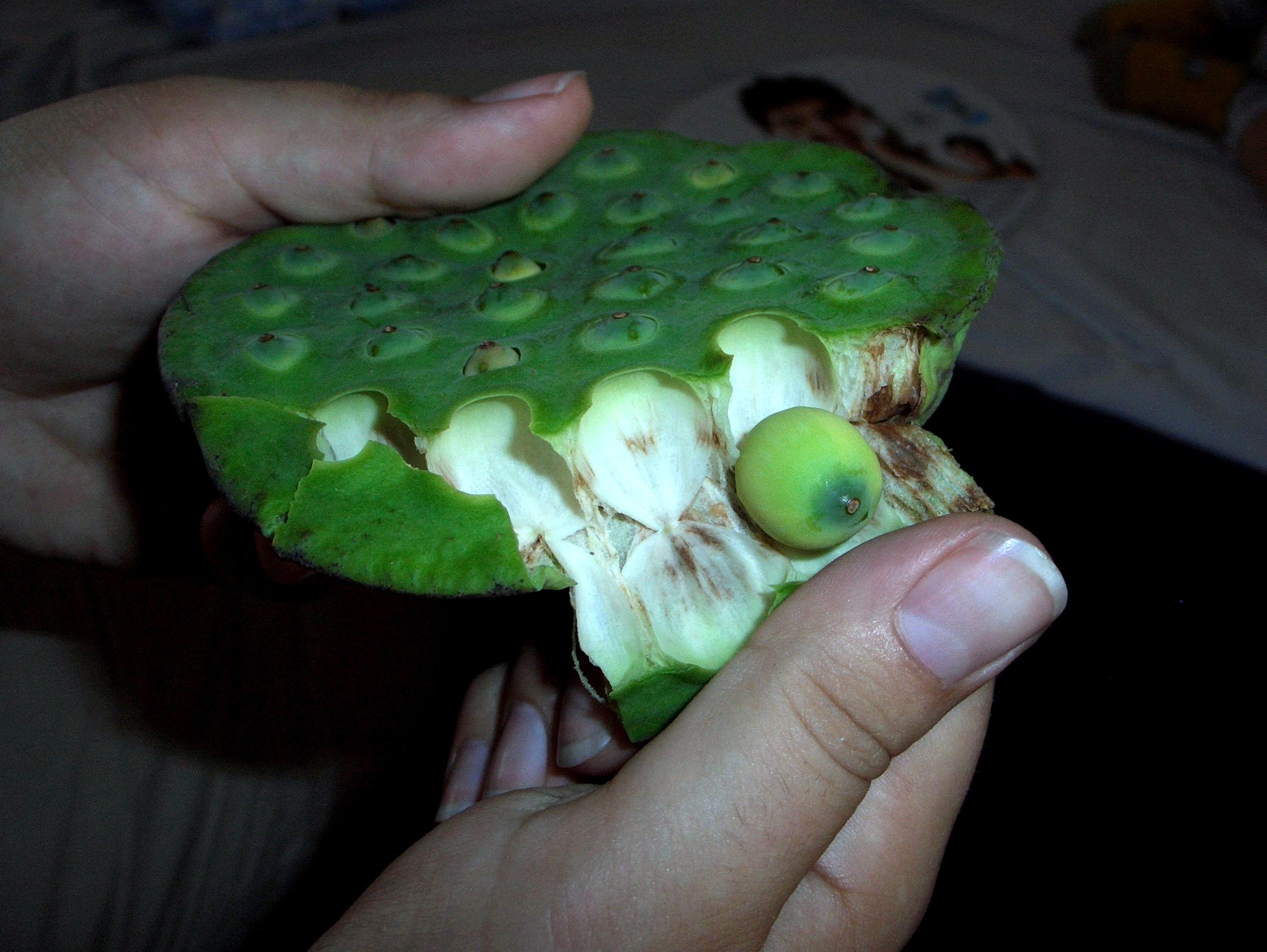
Extraction d'une graine de lotus
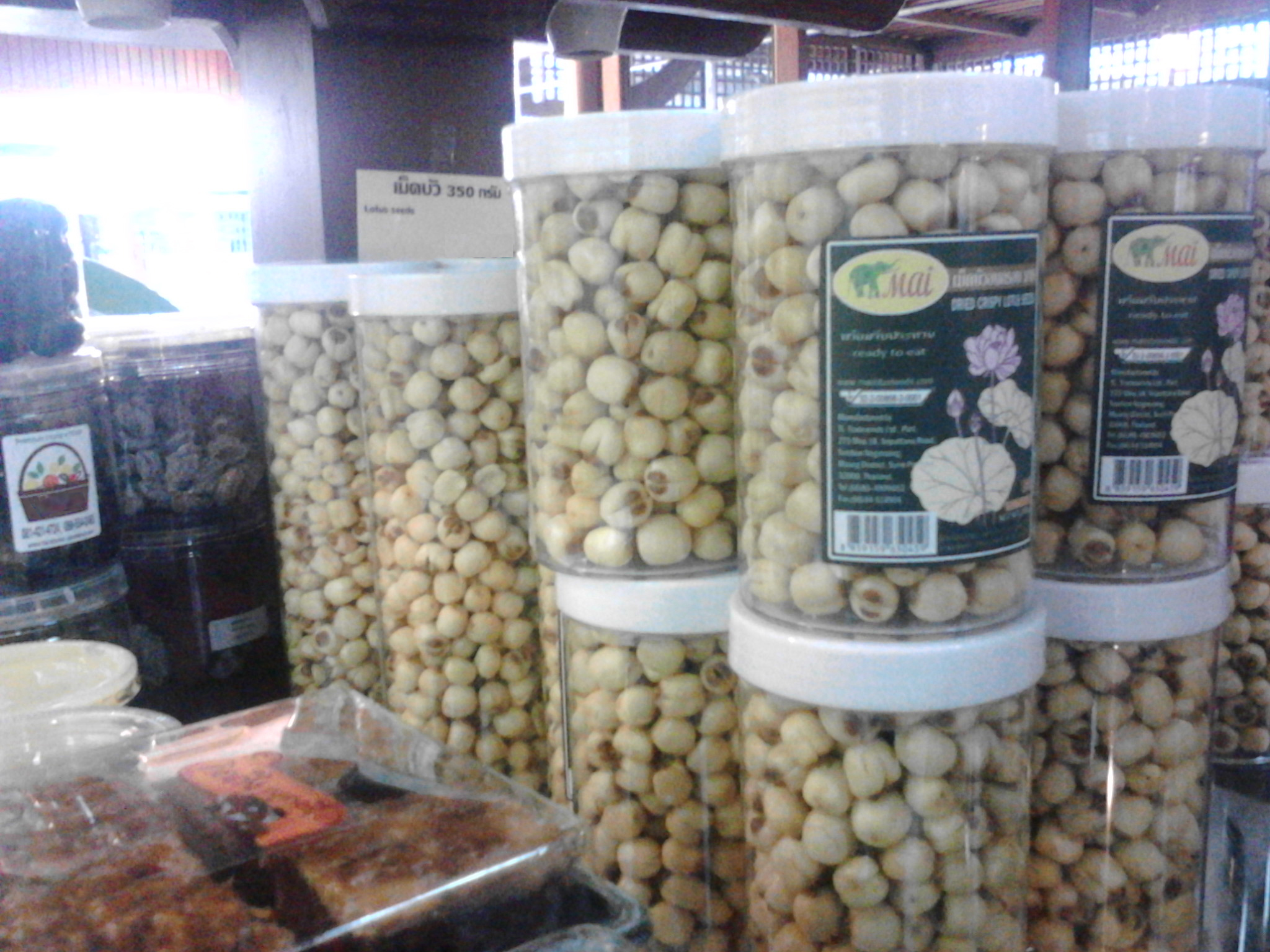
Graines de lotus séchées vendues à Surin, en Thaïlande